# アーバーダーン空港
アーバーダーン空港（英: Abadan Airport）は、イラン・イスラム共和国フーゼスターン州アーバーダーンにある空港。

## 就航路線
- カスピアン航空（ドバイ）
- イランエアツアーズ（エスファハーン、マシュハド、シーラーズ、テヘラン）
- キーシュ航空（キーシュ島）